# 华东师范大学物理与电子科学学院
华东师范大学物理与电子科学学院，原名物理与材料科学学院，为华东师范大学的一个学院，成立于2016年3月，由原理工学院物理系、精密光谱科学与技术国家重点实验室组建而成。学院的前身物理系成立于1951年，由大夏大学、光华大学、大同大学、同济大学、交通大学、圣约翰大学等校物理系部分专业合并组建。

## 历史
1951年8月，大夏大学数理系与光华大学数理系合并，由蔡宾牟、袁运开和田士慧三人接手，并于9月成立了华东师范大学物理系。当时全系只有7个老师，同时聘请大同大学的张开圻兼职教课。
1952年，华东教育部对华东地区的高校进行了全面的院系调整。9月，圣约翰大学物理系和大同大学物理系并入，并从交通大学、同济大学、浙江大学、沪江大学等校调入物理学科的教师多人，从暨南大学调来大量书刊、仪器，此时物理系的教授数量达到9人。同时将物理系设在原圣约翰大学旧址（华东师大分部）。1955年迁回中山北路校区新建的物理馆，1960年物理楼建成。
1979年，部分教师划出，与数学系部分教师组建计算机系。1983年，部分教师划出，建立电化教育研究所。1984年，部分教师划出，建立电子科学技术系。1989年，部分教师划出，与化学系部分教师，建立分析测试中心。1999年，分析测试中心重新划入物理系。2007年在，在光谱学与波谱学教育部重点实验室基础上，筹建精密光谱科学与技术国家重点实验室，2009年通过验收。
2016年3月，华东师范大学物理与材料科学学院成立，由原理工学院物理系、精密光谱科学与技术国家重点实验室组建而成。2016年起，物理与材料科学学院与中国科学院上海光学精密机械研究所联合招收物理学专业本科生“菁英班”，从物理学类新生中择优选拔，每届不超过30人。
2019年7月，改名为物理与电子科学学院。

## 学院现状
物理与材料科学学院包括物理学系、材料科学系和精密光谱科学与技术国家重点实验室。物理学学科于2012年被列入上海市一流学科重点建设计划。
学院现与二十多所国际知名大学与研究机构建立了长期稳定的合作关系。弗朗索瓦·恩格勒、张首晟等科学家受聘为名誉教授。